# Ousmane Diomande
Ousmane Diomande (ur. 4 grudnia 2003 w Abidżanie) – iworyjski piłkarz, występujący na pozycji obrońcy w portugalskim klubie Sporting CP oraz w reprezentacji Wybrzeża Kości Słoniowej. Zwycięzca Pucharu Narodów Afryki 2023.

## Statystyki

### Klubowe
Na podstawie:
| Klub           | Sezonów | Liga            | Liga  | Liga   | Puchar krajowy | Puchar krajowy | Kontynentalne | Kontynentalne | Suma  | Suma   |
| Klub           | Sezonów | Liga            | Mecze | Bramki | Mecze          | Bramki         | Mecze         | Bramki        | Mecze | Bramki |
| -------------- | ------- | --------------- | ----- | ------ | -------------- | -------------- | ------------- | ------------- | ----- | ------ |
| FC Midtjylland | 1       | Superligaen     | 0     | 0      | 0              | 0              | –             | –             | 0     | 0      |
| CD Mafra       | 1       | Liga Portugal 2 | 13    | 0      | 4              | 1              | –             | –             | 17    | 1      |
| Sporting CP    | 2       | Primeira Liga   | 24    | 2      | 1              | 0              | 9             | 1             | 34    | 3      |
| Łącznie        | Łącznie | Łącznie         | 37    | 2      | 5              | 1              | 9             | 1             | 51    | 4      |

### Reprezentacyjne
Na podstawie:
| Występy i gole w reprezentacji | Występy i gole w reprezentacji | Występy i gole w reprezentacji | Występy i gole w reprezentacji | Występy i gole w reprezentacji | Występy i gole w reprezentacji | Występy i gole w reprezentacji | Występy i gole w reprezentacji | Występy i gole w reprezentacji |
| Lp.                            | Data                           | Miasto                         | Przeciwnik                     | Wynik                          | Czas                           | Gole                           | Inne                           | Rozgrywki                      |
| ------------------------------ | ------------------------------ | ------------------------------ | ------------------------------ | ------------------------------ | ------------------------------ | ------------------------------ | ------------------------------ | ------------------------------ |
| 1.                             | 09.09.2023                     | San Pédro                      | Lesotho                        | 1:0 (1:0)                      | 1'–90'                         |                                |                                | Eliminacje PNA 2023            |
| 2.                             | 14.10.2023                     | Abidżan                        | Maroko                         | 1:1 (1:0)                      | 1'–90'                         |                                |                                | mecz towarzyski                |
| 3.                             | 17.10.2023                     | Abidżan                        | Południowa Afryka              | 1:1 (0:1)                      | 1'–90'                         |                                |                                | mecz towarzyski                |